# Эксперимент Аша

Одна из пар карт, которая использовалась в эксперименте

Экспериме́нты А́ша (Asch Conformity Experiments) — серия исследований, демонстрирующих власть конформизма в группах. Их результаты были опубликованы в 1951 году.

## История
В ходе экспериментов, проводившихся Соломоном Ашем, студентов просили поучаствовать в «проверке зрения». В действительности цель исследования заключалась в проверке реакции одного студента на ошибочное поведение большинства.
Как правило, в экспериментах все участники, кроме одного, были актёрами. В контрольную группу актёры не входили. Участники (испытуемый и семь актёров) были усажены в аудитории. Им демонстрировались по порядку две карточки: на первой изображена одна вертикальная линия, на второй — три, только одна из которых такой же длины, что и линия на первой карточке. Задача студентов довольно проста — необходимо ответить на вопрос, какая из трёх линий на второй карточке имеет такую же длину, что и линия, изображённая на первой карточке. Студенту предстояло просмотреть 18 пар карточек и, соответственно, ответить на 18 вопросов, каждый раз он отвечал последним в группе. На первые два вопроса все дают одинаковые, правильные, ответы. Но на третьем этапе актёры дают один и тот же неправильный ответ, что приводит испытуемого в замешательство. Если испытуемый отвечает правильно, не соглашаясь с мнением большинства, то он испытывает чрезвычайный дискомфорт. Как правило, в каждом эксперименте на 18 вопросов 12 раз все актёры отвечали неправильно, но в некоторых случаях один или несколько подставных участников были проинструктированы отвечать правильно на все 18 вопросов.
В итоге 75 % испытуемых подчинились заведомо ошибочному представлению большинства, по крайней мере, в одном вопросе. Общая доля ошибочных ответов составила 37 %, в то же время в контрольной группе один ошибочный ответ дал только один человек из тридцати пяти. Когда же «заговорщики» не были единодушны в своём суждении, испытуемые гораздо чаще не соглашались с большинством. Когда независимых испытуемых было двое или когда один из подставных участников получал задание давать правильные ответы, количество ошибок падало более чем в четыре раза. Когда кто-то из подставных давал неверные ответы, но также не совпадающие с основным, ошибка также сокращалась до 9−12 % в зависимости от категоричности «третьего мнения».
Впоследствии было доказано, что аутичные дети в меньшей степени подвержены влиянию конформизма, чем дети без аутизма.